# Deutsch Fier
Deutsch Fier – zlikwidowana 1 kwietnia 1945 roku stacja kolejowa w Piecewie, w gminie Tarnówka, w powiecie złotowskim, w województwie wielkopolskim, w Polsce.